# Mianmar az olimpiai játékokon
Mianmar (korábbi nevén Burma) első alkalommal az olimpiai játékokon 1948-ban vett részt, azóta minden nyári sportünnepen voltak képviselői, kivéve az 1976-os játékokat. Mianmar egyetlen sportolója sem kszerepelt még a téli olimpiai játékokon. 1992-től az országot Mianmarnak nevezik az olimpiai rendezvényeken.
Még egyetlen burmai olimpikon sem nyert eddig érmet.
A Mianmari Olimpiai Bizottságot 1947-ben alapították, és a NOB még abban az évben fel is vette tagjai közé.